# كريس كار (لاعب كرة قدم أمريكية)
كريس كار (بالإنجليزية: Chris Carr)‏ هو لاعب كرة قدم أمريكية أمريكي، ولد في 30 أبريل 1983 في رينو في الولايات المتحدة.

## وصلات خارجية
- كريس كار على موقع مرجع كرة القدم المحترفة.كوم (الإنجليزية)